# Zieria adenodonta
Zieria adenodonta, широко известная как цирия Воллумбина — вид растений подтрибы цитрусовых семейства Рутовые (Rutaceae) и является эндемиком восточной Австралии. Это густой кустарник с листьями, состоящими из трех листочков, бородавчатых на верхней поверхности. Зимой и ранней весной у него есть группы из пяти-восьми цветков, каждый с четырьмя белыми лепестками, группы обычно короче листьев.

## Ботаническое описание
Густой куст высотой до 3 м (10 футов) с бородавчатыми ветвями. Листья состоят из трех листочков, центральный из которых имеет длину 10-20 мм (0,4-0,8 дюйма) и ширину 1,5-3 мм (0,06-0,1 дюйма), со стеблем длиной 3-7 мм (0,1-0,3 дюйма). Листочки темно-зеленые и бородавчатые на верхней поверхности, светло-зеленые и не бородавчатые на нижней стороне. Края листочков слегка подвернуты и имеют мелкие зубчики. Они имеют неприятный запах при растирании.
Цветки белые, расположены в пазухах верхних листьев, обычно группами от пяти до восьми, но иногда и до 27 штук. Группы обычно короче листьев. Есть четыре более или менее опушенных треугольных доли чашелистика длиной менее 1,0 мм (0,04 дюйма). Четыре лепестка имеют длину около 2,5 мм (0,1 дюйма) и слегка опушены. Как и у других цирий, тычинок всего четыре . Цветение происходит с мая по сентябрь, за ним следует плод, представляющий собой желто-коричневую коробочку яйцевидной формы, содержащую одно черное семя.

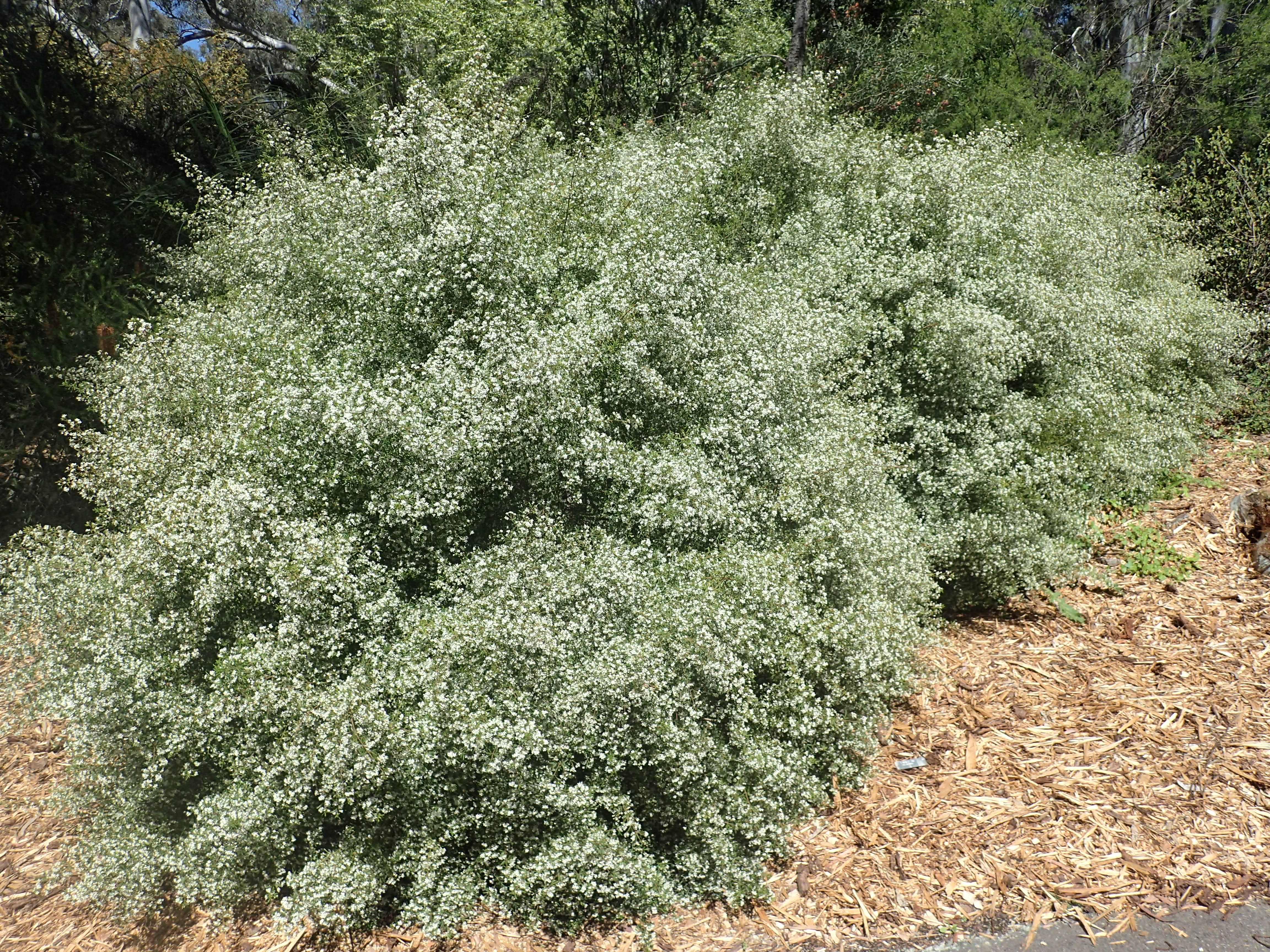
Z. adenodonta в Австралийском национальном ботаническом саду.

## Таксономия и именование
Wollumbin zieria была впервые официально описана в 1875 году Фердинандом фон Мюллером, который дал ей название Zieria granulata var. adenodonta и опубликовал описание в Fragmenta phytographiae Australiae. В 2002 году Джеймс Армстронг поднял его до статуса вида и опубликовал изменение в Австралийской систематической ботанике. Видовой эпитет (adenodonta) происходит от древнегреческих слов aden, означающих «железу», и odous, означающих «зуб».

## Распространение и среда обитания
Zieria adenodonta встречается в национальном парке Ламингтон в Квинсленде и на горе Уорринг в Новом Южном Уэльсе, растёт в густой кустарниковой растительности на крутых склонах.

## Сохранение
Wollumbin zieria внесена в список «находящихся под угрозой исчезновения» в соответствии с Законом Нового Южного Уэльса о сохранении видов, находящихся под угрозой исчезновения.